# Ignazio Collino
Ignazio Collino (1724-1793) fue un escultor italiano, activo en el período del barroco tardío, sobre todo en la región del Piamonte.
Junto con su hermano, Filippo Collino (1737-1800), Ignacio trabajó en un estilo formal, intermedio entre el barroco y el neoclasicismo. Una subvención real proporcionada por Carlos Manuel III de Cerdeña le permitió entrar de aprendiz en el taller de escultura con François Ladatte y con Claudio Francesco Beaumont. Fue enviado a Roma en 1754 para trabajar con su compañero-lombardo Giovanni Battista Maini, quien era un discípulo de Camillo Rusconi. En Roma, copió muchos originales de la antigüedad. En 1767, se mudaron de regreso a Turín para dirigir la escuela de escultura. Realizó muchas esculturas de las tumbas reales de la Casa de Saboya para la Basílica de Superga, incluido el Monumento a Carlos Manuel III (1773). Giovanni Battista Bernero fue uno de sus alumnos.